# Araneus pallidus
Espèce
Synonymes
- Aranea pallida Olivier, 1789
- Epeira olivieri Walckenaer, 1841
- Epeira pyrenaeus Simon, 1874
- Epeira cruciata crucincepta Franganillo, 1909
- Epeira cruciata fusca Franganillo, 1909
- Epeira cruciata iberoi Franganillo, 1909
- Epeira cruciata pallida Franganillo, 1909

Araneus pallidus est une espèce d'araignées aranéomorphes de la famille des Araneidae.

## Distribution
Cette espèce se rencontre en France, en Espagne, au Portugal et en Algérie.

## Description

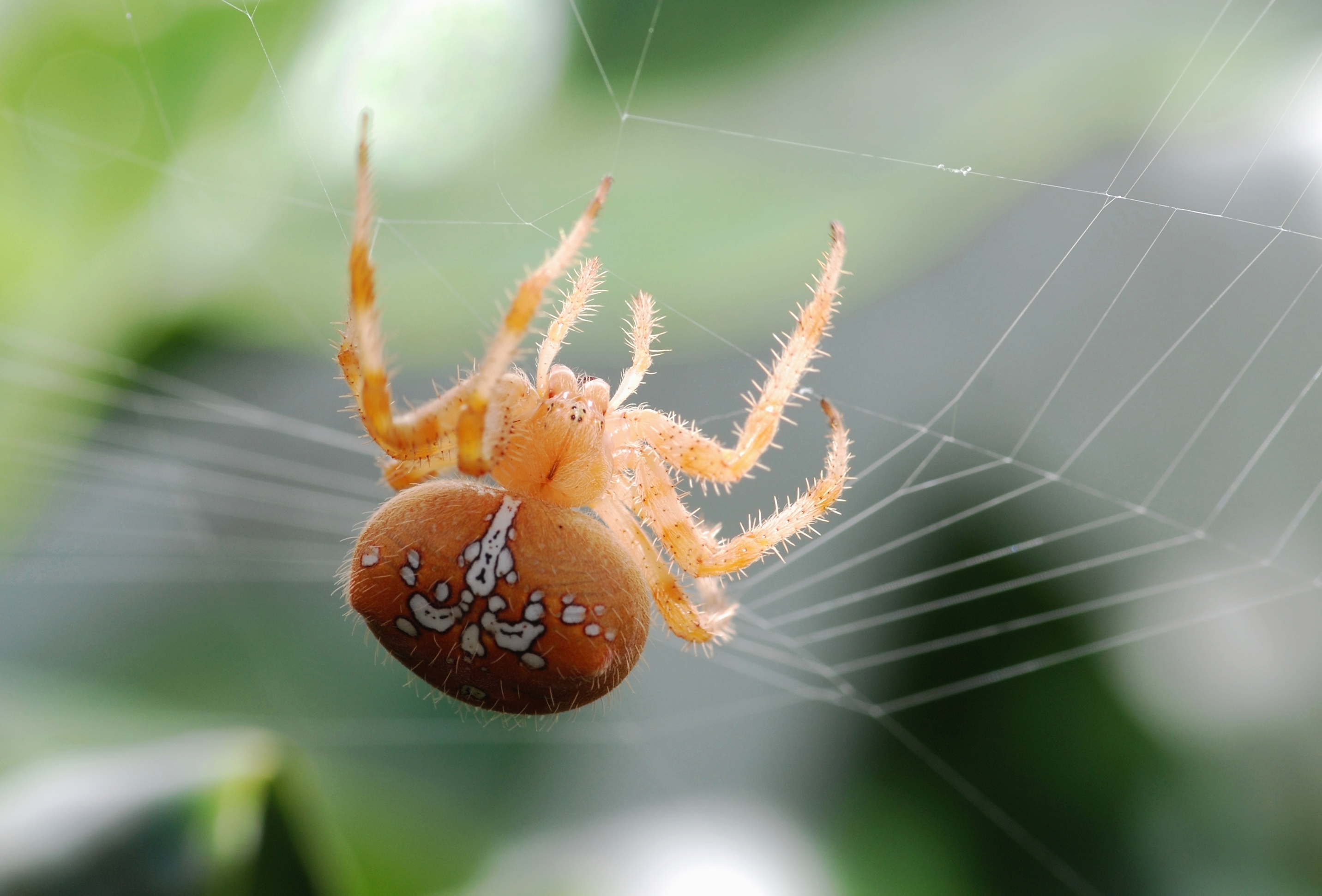
Araneus pallidus

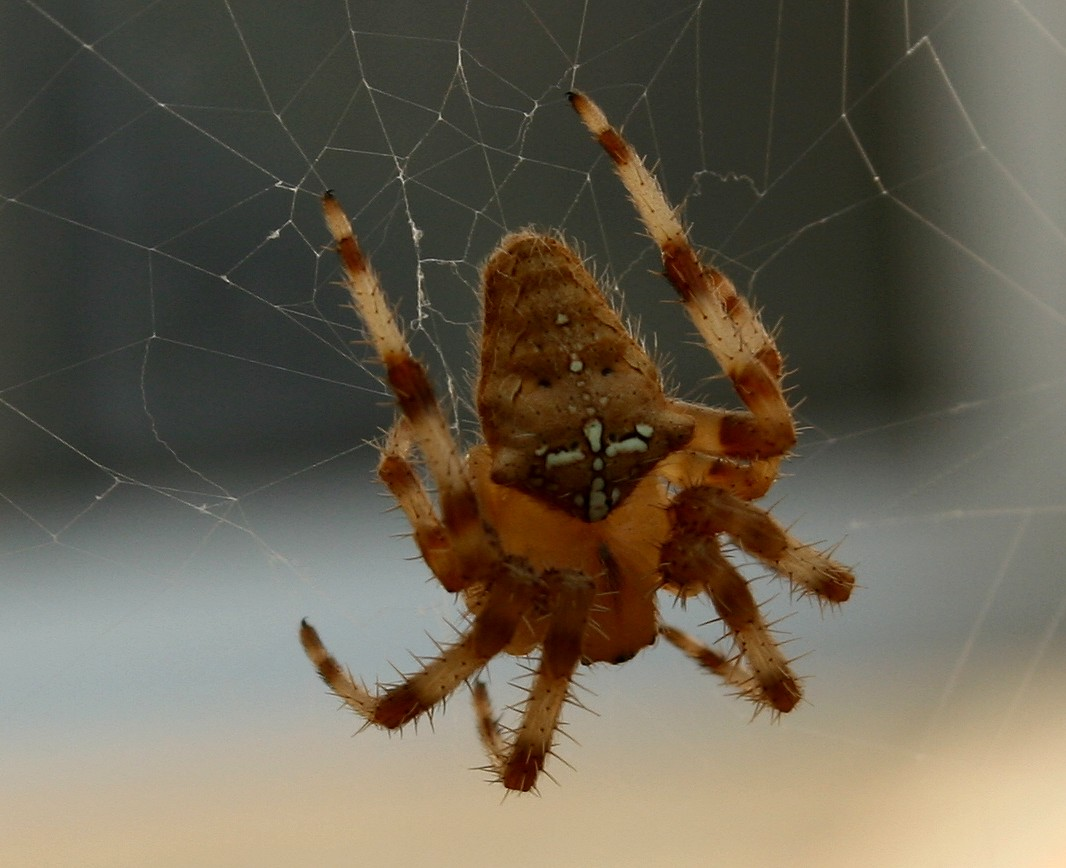
Araneus pallidus

La femelle mesure 23 mm.

## Publication originale
- Olivier, 1789 : Araignée, Aranea. Encyclopédie Méthodique, Histoire Naturelle, Insectes, Paris vol. 4, 173-240.